# Три сезона
Три сезона (вьет. Ba mùa) — американо-вьетнамский художественный фильм Тони Буя 1999 года, объединяющий несколько историй разных героев в большом городе.

## Сюжет
На фоне жизни азиатского мегаполиса — Хошимина — переплетаются истории и судьбы разных людей. Провинциальная девушка Кьен Ан, приехавшая собирать и продавать лотосы, пытается вернуть в жизнь тяжелобольного старика. Проститутка Лан использует своё тело, чтобы вырваться в мир роскоши и дорогих удовольствий. У велорикши Хая не всегда есть деньги даже на дешёвые удовольствия, но он любит Лан и не хочет её отпускать. Ветеран вьетнамской войны, американец Джеймс Хагер, приехал в Хошимин, чтобы найти свою внебрачную дочь. А маленький мальчик-коробейник Вуди занят поисками своей пропавшей коробки с товарами, но, как любой ребёнок, постоянно отвлекается на игры и развлечения.

## В ролях
| Актёр           | Роль                           |
| --------------- | ------------------------------ |
| Нгуен Нгок Хьеп | собирательница лотосов Кьен Ан |
| Дон Зыонг       | велорикша Хай                  |
| Зоуи Буй        | проститутка Лан                |
| Нгуен Хыу Дыок  | коробейник Вуди                |
| Харви Кейтель   | Джеймс Хагер                   |
| Хоанг Фат Чьеу  | управляющий учителя Дао Хюи    |
| Чан Мань Кыонг  | учитель Дао                    |

## Награды
- Премия «Спутник» за лучший фильм на иностранном языке[2].
- Фильм выдвигался Вьетнамом на премию «Оскар», но не был номинирован.